# Predsedniški sistem
Predsedniški sistem je oblika demokratične vladavine, v kateri izvršilna oblast obstaja in predseduje državi popolnoma ločeno od zakonodajne. V takih državah ima predsednik (šef države) podobno vlogo kot predsednik vlade v parlamentarnih sistemih in ima vsa izvršna pooblastila. Ni odgovoren zakonodajni veji oblasti in ta ga v normalnih okoliščinah ne more odstaviti (razen ti. impeachment). Kabinet (vlado) šef države imenuje sam in je odgovoren le njemu.

Predsedniški sistem vladavine imajo med drugim v Združenih državah Amerike in večini držav Južne Amerike (Mehika, Brazilija, Argentina, Venezuela...), poleg tega pa še v centralni Aziji (npr. Kazahstan) in Afriki.

## Karakteristike sistema
- šef države (navadno predsednik) je izvoljen na neposrednih volitvah (osebno ali kot kandidat stranke, ki je zmagala na volitvah)
- nekatere države s predsedniškim sistem poznajo tudi funkcijo šefa vlade (vendar je ta odgovoren neposredno šefu države in ne parlamentu)
- šef države ima pravico veta nad odločitvami parlamenta (ki pa lahko veto preglasuje z zahtevnejšo večino)
- šef države ima določen mandat in ni mogoča njegova odstavitev s strani parlamenta (razen v izjemnih primerih - npr. kršitev ustave in ustavna obtožba)
- šef države sam imenuje vlado in njene člane, ki so odgovorna njemu (načeloma jih potrdi parlament, npr. v ZDA)
- šef države ima pravico do pomilostitev

### Prednosti sistema
- popolna ločitev zakonodajne in izvršilne oblasti (in boljši nadzor ene nad drugo)
- neposredno voljeni politik z najvišjimi izvršnimi pooblastili (večja legitimnost)
- hitrejše odločanje zaradi večjih pristojnosti šefa države
- večja politična stabilnost (možnost odstavitve je zelo omejena)

### Slabosti sistema
- predsedniški sistem lahko vodi v avtoritarizem in zlorabo oblasti (Venezuela 2017)
- otežena odstavitev šefa države v primeru nezadovoljstva z njegovim delom